# Élections cantonales de 1925 dans le Finistère
Les élections cantonales françaises de 1925 ont eu lieu les 19 juillet et 26 juillet 1925.

## Assemblée départementale sortante
| Parti                                          | Sigle       | Élus |
| ---------------------------------------------- | ----------- | ---- |
| Républicains et radicaux (21 sièges)           |             |      |
| Radicaux et Radicaux-socialiste                | Rad/Rad-soc | 12   |
| Alliance démocratique                          | Rép.G       | 6    |
| Républicain-radical                            | Rép.rad     | 2    |
| Parti républicain-socialiste                   | Rép.soc     | 1    |
| Droites (19 sièges)                            |             |      |
| Conservateur                                   | Conserv     | 11   |
| Union républicaine démocratique                | URD         | 8    |
| Socialistes (3 sièges)                         |             |      |
| Section française de l'Internationale ouvrière | SFIO        | 3    |
| Président du Conseil Général                   |             |      |
| Albert Louppe (Rép.rad)                        |             |      |

## Assemblée départementale élue
| Parti                                          | Sigle       | Sièges |
| ---------------------------------------------- | ----------- | ------ |
| Républicains et radicaux (21 sièges)           |             |        |
| Radicaux et Radicaux-socialiste                | Rad/Rad-soc | 13 +1  |
| Alliance démocratique                          | Rép.G       | 5 -1   |
| Républicain-radical                            | Rép.rad     | 2      |
| Parti républicain-socialiste                   | Rép.soc     | 1      |
| Droites (18 sièges)                            |             |        |
| Conservateur                                   | Conserv     | 11     |
| Union républicaine démocratique                | URD         | 7 -1   |
| Socialistes (4 sièges)                         |             |        |
| Section française de l'Internationale ouvrière | SFIO        | 4 +1   |
| Président du Conseil Général                   |             |        |
| Albert Louppe (Rép.rad)                        |             |        |

## Résultats par canton

### Canton de Brest-1
| Candidats | Candidats            | Étiquette | Premier tour | Premier tour | Second tour | Second tour |
| Candidats | Candidats            | Étiquette | Voix         | %            | Voix        | %           |
| --------- | -------------------- | --------- | ------------ | ------------ | ----------- | ----------- |
|           | Guillaume Messager * | SFIO      | 1 360        | 50.30        | 1 465       | 51.44       |
|           | Victor Le Gorgeu *   | Rép.G     | 890          | 32.91        | 1 383       | 48.56       |
|           | Mr Le Goc            | PDP-URD   | 453          | 16.75        |             |             |
|           |                      |           |              |              |             |             |
| Inscrits  | Inscrits             | Inscrits  | 6 518        |              | 6 518       |             |
| Votants   | Votants              | Votants   | 2 735        | 41.96        | 2 932       | 44.98       |
| Exprimés  | Exprimés             | Exprimés  | 2 704        | 98.87        | 2 848       | 97.14       |

*sortant

### Canton d'Ouessant
|          | Pierre Mocaër    | PDP      | 236 | 65.19 |  |  |
|          | Léon Courtillier | Rad-soc  | 126 | 34.81 |  |  |
|          |                  |          |     |       |  |  |
| Inscrits | Inscrits         | Inscrits | 736 |       |  |  |
| Votants  | Votants          | Votants  | 370 | 50.27 |  |  |
| Exprimés | Exprimés         | Exprimés | 362 | 97.84 |  |  |

*sortant

### Canton de Lesneven
|          | Louis-Marie Bihan-Poudec * | Conserv  | 3 093 | 96.87 |  |  |
|          |                            |          |       |       |  |  |
| Inscrits | Inscrits                   | Inscrits | 4 962 |       |  |  |
| Votants  | Votants                    | Votants  | 3 193 | 64.35 |  |  |
| Exprimés | Exprimés                   | Exprimés | 3 142 | 98.40 |  |  |

*sortant

### Canton de Ploudiry
Joseph Boucher (père) est mort en 1921. Son fils Marcel Boucher est élu en 1922 lors de la partielle.
|          | Marcel Boucher * | Conserv  | 989   | 85.63 |  |  |
|          |                  |          |       |       |  |  |
| Inscrits | Inscrits         | Inscrits | 1 529 |       |  |  |
| Votants  | Votants          | Votants  | 1 155 | 75.54 |  |  |
| Exprimés | Exprimés         | Exprimés | 1 041 | 90.13 |  |  |

*sortant

### Canton de Saint-Renan
|          | Gustave Cheminant * | Rép.G    | 2 748 | 95.78 |  |  |
|          |                     |          |       |       |  |  |
| Inscrits | Inscrits            | Inscrits | 4 596 |       |  |  |
| Votants  | Votants             | Votants  | 2 869 | 62.43 |  |  |
| Exprimés | Exprimés            | Exprimés | 2 766 | 96.41 |  |  |

*sortant

### Canton de Landerneau
|          | Gaston de l'Hôpital * | Conserv  | 2 853 | 66.88 |  |  |
|          | Jean-Louis Rolland    | SFIO     | 1 412 | 33.10 |  |  |
|          |                       |          |       |       |  |  |
| Inscrits | Inscrits              | Inscrits | 6 351 |       |  |  |
| Votants  | Votants               | Votants  | 4 302 | 67.74 |  |  |
| Exprimés | Exprimés              | Exprimés | 4 266 | 99.16 |  |  |

*sortant

### Canton de Plogastel-Saint-Germain
Jean Hénaff a été élu en 1919, mais son élection fut invalidée. Georges Le Bail fut élu en 1920. 
Partielle également invalidée en 1921, Jean Hénaff fut élu lors de cette 2ème partielle.
Troisième annulation en 1922 et élection de Georges Le Bail.
|          | Jean Hénaff       | PDP-URD  | 2 409 | 50.22 |  |  |
|          | Georges Le Bail * | Rad-soc  | 2 386 | 49.74 |  |  |
|          |                   |          |       |       |  |  |
| Inscrits | Inscrits          | Inscrits | 5 746 |       |  |  |
| Votants  | Votants           | Votants  | 4 838 | 84.20 |  |  |
| Exprimés | Exprimés          | Exprimés | 4 797 | 99.15 |  |  |

*sortant

### Canton de Quimper
| Candidats | Candidats            | Étiquette | Premier tour | Premier tour | Ballotage | Ballotage |
| Candidats | Candidats            | Étiquette | Voix         | %            | Voix      | %         |
| --------- | -------------------- | --------- | ------------ | ------------ | --------- | --------- |
|           | Théodore Le Hars *   | Rép.rad   | 1 694        | 31.42        | 1 922     | 33.89     |
|           | Abbé François Cornou | Conserv   | 1 615        | 29.95        | 1 836     | 32.37     |
|           | Jean ? Stéphan       | SFIO      | 1 388        | 25.74        | 1 912     | 33.71     |
|           | Pierre Pouchus       | Rad-soc   | 693          | 12.85        |           |           |
|           |                      |           |              |              |           |           |
| Inscrits  | Inscrits             | Inscrits  | 8 074        |              | 8 074     |           |
| Votants   | Votants              | Votants   | 5 466        | 67.70        | 5 702     | 70.62     |
| Exprimés  | Exprimés             | Exprimés  | 5 392        | 98.65        | 5 672     | 99.47     |

*sortant

### Canton de Briec
|          | Yves Gouérou *    | Conserv  | 1 103 | 51.42 |  |  |
|          | Pierre Kerbourc'h | Rép.rad  | 1 042 | 48.52 |  |  |
|          |                   |          |       |       |  |  |
| Inscrits | Inscrits          | Inscrits | 2 499 |       |  |  |
| Votants  | Votants           | Votants  | 2 154 | 86.20 |  |  |
| Exprimés | Exprimés          | Exprimés | 2 145 | 99.58 |  |  |

*sortant

### Canton de Scaër
Henri Le Rodallec (Rép.G) élu depuis 1908 ne se représente pas.
|          | Henri Croissant | Rad-soc  | 1 374 | 56.99 |  |  |
|          | François Cadic  | PDP      | 1 035 | 42.93 |  |  |
|          |                 |          |       |       |  |  |
| Inscrits | Inscrits        | Inscrits | 3 134 |       |  |  |
| Votants  | Votants         | Votants  | 2 422 | 77.28 |  |  |
| Exprimés | Exprimés        | Exprimés | 2 411 | 99.55 |  |  |

*sortant

### Canton de Douarnenez
Henri Damey (fils) (Rép.G) ne se représente pas.
| Candidats | Candidats                | Étiquette | Premier tour | Premier tour | Ballotage | Ballotage |
| Candidats | Candidats                | Étiquette | Voix         | %            | Voix      | %         |
| --------- | ------------------------ | --------- | ------------ | ------------ | --------- | --------- |
|           | François Halna du Fretay | Conserv   | 2 349        | 45.61        | 3 081     | 64.88     |
|           | Daniel Le Flanchec       | Comm.     | 1 403        | 27.24        | 1 664     | 35.04     |
|           | Jean Andro               | Rép.G (*) | 1 338        | 25.98        |           |           |
|           |                          |           |              |              |           |           |
| Inscrits  | Inscrits                 | Inscrits  | 8 515        |              | 8 515     |           |
| Votants   | Votants                  | Votants   | 5 208        | 61.16        | 4 922     | 57.80     |
| Exprimés  | Exprimés                 | Exprimés  | 5 150        | 98.89        | 4 749     | 96.49     |

*sortant

### Canton de Morlaix
|          | François-Louis Bourgot * | SFIO          | 2 187 | 62.20 |  |  |
|          | Mr Perrot                | PDP-URD-Rép.G | 985   | 28.02 |  |  |
|          | Mr F. Kerboriou          | Comm.         | 253   | 7.20  |  |  |
|          |                          |               |       |       |  |  |
| Inscrits | Inscrits                 | Inscrits      | 5 710 |       |  |  |
| Votants  | Votants                  | Votants       | 3 540 | 62.00 |  |  |
| Exprimés | Exprimés                 | Exprimés      | 3 516 | 99.32 |  |  |

*sortant

### Canton de Sizun
Pierre Quémeneur (Conserv) ne se représente pas.
|          | Pierre Mazé | Rad-soc  | 1 450 | 84.70 |  |  |
|          |             |          |       |       |  |  |
| Inscrits | Inscrits    | Inscrits | 2 291 |       |  |  |
| Votants  | Votants     | Votants  | 1 712 | 74.73 |  |  |
| Exprimés | Exprimés    | Exprimés | 1 552 | 90.65 |  |  |

*sortant

### Canton de Taulé
|          | François-Louis Guillou * | Rép.G    | 1 211 | 58.90 |  |  |
|          | Mr Bléas                 | Conserv  | 844   | 41.05 |  |  |
|          |                          |          |       |       |  |  |
| Inscrits | Inscrits                 | Inscrits | 3 054 |       |  |  |
| Votants  | Votants                  | Votants  | 2 074 | 67.91 |  |  |
| Exprimés | Exprimés                 | Exprimés | 2 056 | 99.13 |  |  |

*sortant

### Canton de Plouigneau
|          | Armand Jaouen * | Rép.rad (ex Rép.G) | 1 969 | 88.73 |  |  |
|          | Mr Jégou        |                    | 145   | 6.83  |  |  |
|          |                 |                    |       |       |  |  |
| Inscrits |                 |                    |       |       |  |  |
| Votants  | Votants         | Votants            | 2 219 |       |  |  |
| Exprimés | Exprimés        | Exprimés           | 2 124 | 95.72 |  |  |

*sortant

### Canton de Châteaulin
| Candidats | Candidats       | Étiquette | Premier tour | Premier tour | Second tour | Second tour |
| Candidats | Candidats       | Étiquette | Voix         | %            | Voix        | %           |
| --------- | --------------- | --------- | ------------ | ------------ | ----------- | ----------- |
|           | Charles Goas    | Rép.rad   | 1 695        | 40.81        | 1 999       | 51.40       |
|           | Henri Février * | Rép.G-URD | 1 419        | 34.17        | 1 883       | 48.42       |
|           | Joseph Le Meur  | SFIO      | 1 029        | 24.78        |             |             |
|           |                 |           |              |              |             |             |
| Inscrits  | Inscrits        | Inscrits  | 6 071        |              | 6 071       |             |
| Votants   | Votants         | Votants   | 4 256        | 70.10        | 3 961       | 65.25       |
| Exprimés  | Exprimés        | Exprimés  | 4 153        | 97.58        | 3 889       | 98.18       |

*sortant

### Canton de Châteauneuf-du-Faou
|          | Victor Le Guern * | Rép.rad  | 3 420 | 96.91 |  |  |
|          |                   |          |       |       |  |  |
| Inscrits | Inscrits          | Inscrits | 6 147 |       |  |  |
| Votants  | Votants           | Votants  | 3 529 | 57.41 |  |  |
| Exprimés | Exprimés          | Exprimés | 3 440 | 97.48 |  |  |

*sortant

### Canton d'Huelgoat
|          | Jean-François Le Dilasser * | Rad-soc  | 1 266 | 55.02 |  |  |
|          | Corentin Le Floc'h          | Soc.ind  | 616   | 26.77 |  |  |
|          | François Jégou              | Rép.rad  | 420   | 18.25 |  |  |
|          |                             |          |       |       |  |  |
| Inscrits | Inscrits                    | Inscrits | 4 081 |       |  |  |
| Votants  | Votants                     | Votants  | 2 328 | 57.05 |  |  |
| Exprimés | Exprimés                    | Exprimés | 2 301 | 98.84 |  |  |

*sortant

### Canton du Faou
|          | Albert Louppe * | Rép.rad  | 1 125 | 88.58 |  |  |
|          |                 |          |       |       |  |  |
| Inscrits | Inscrits        | Inscrits | 2 217 |       |  |  |
| Votants  | Votants         | Votants  | 1 270 | 57.29 |  |  |
| Exprimés | Exprimés        | Exprimés | 1 161 | 91.42 |  |  |

*sortant

### Canton de Quimperlé
|          | Jules Le Louédec * | Rad-soc  | 2 089 | 87.66 |  |  |
|          |                    |          |       |       |  |  |
| Inscrits |                    |          |       |       |  |  |
| Votants  | Votants            | Votants  | 2 383 |       |  |  |
| Exprimés | Exprimés           | Exprimés | 2 094 | 87.87 |  |  |

*sortant

### Canton de Landivisiau
|          | Laurent Boucher * | Conserv  | 2 335 | 92.04 |  |  |
|          |                   |          |       |       |  |  |
| Inscrits | Inscrits          | Inscrits | 3 964 |       |  |  |
| Votants  | Votants           | Votants  | 2 537 | 64.00 |  |  |
| Exprimés | Exprimés          | Exprimés | 2 462 | 97.04 |  |  |

*sortant

### Canton de Pont-Aven
Léonard Corentin-Guyho (URD) est mort en 1922. François Cadoret (Rad-soc) est élu lors de la partielle.
|          | François Cadoret *         | Rad-soc  | 2 016 | 77.42 |  |  |
|          | Jean de Saisy de Kerampuil | URD      | 588   | 22.58 |  |  |
|          |                            |          |       |       |  |  |
| Inscrits | Inscrits                   | Inscrits | 5 160 |       |  |  |
| Votants  | Votants                    | Votants  | 2 657 | 51.49 |  |  |
| Exprimés | Exprimés                   | Exprimés | 2 604 | 97.93 |  |  |

*sortant